# 景东君迁子
景东君迁子（学名：Diospyros kintungensis）为柿科柿属下的一个种。

## 扩展阅读
- 維基物種上的相關：景东君迁子